# Temple (stacja metra w Londynie)
Temple Station jest stacją londyńskiego metra położoną pomiędzy Victoria Embankment a Temple Place, w dzielnicy City of Westminster, w centralnym Londynie. Znajduje się na trasach linii Circle i District, pomiędzy stacjami Embankment i Blackfriars, w pierwszej strefie biletowej.
W 2011 roku stacja obsłużyła 9,99 miliona pasażerów.
Stacja została otwarta 30 maja 1870 roku przez Metropolitan District Railway (obecnie linie Circle i District), kiedy linie rozbudowały sieć połączeń z Westminsteru do Blackfriars. Budowa nowego odcinka MDR odbyła się wraz z budową ulicy Victoria Embankment.

## Pobliskie miejsca
- King’s College London
- Waterloo Bridge
- Somerset House
- HMS President
- HQS Wellington

## Galeria

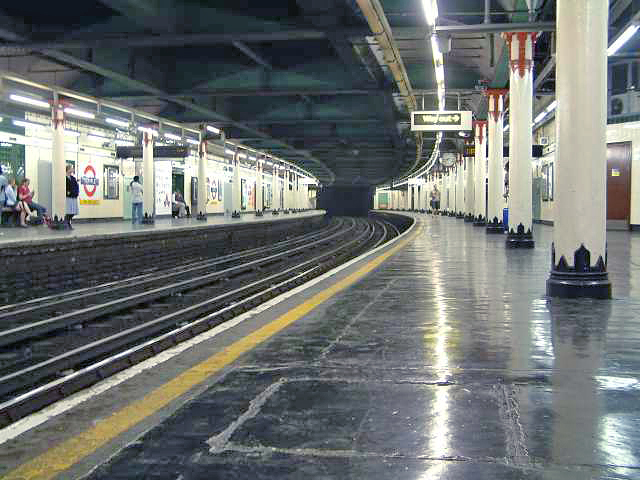
Platforma Temple Station
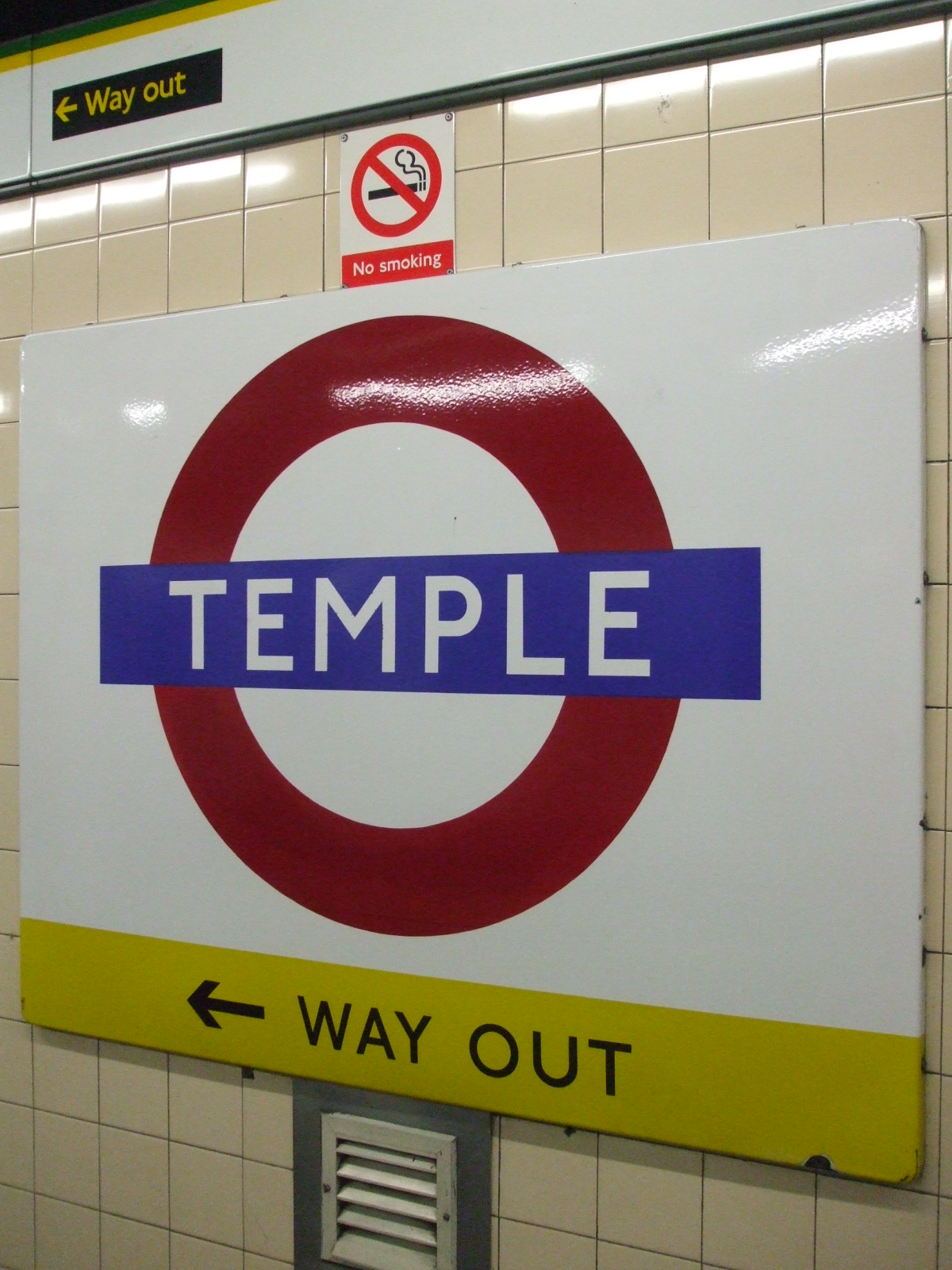
Symbol stacji